# Teresiny
Teresiny – osada leśna w Polsce położony w województwie wielkopolskim, w powiecie krotoszyńskim, w gminie Krotoszyn. Miejscowość wchodzi w skład sołectwa Roszki.
W okresie Wielkiego Księstwa Poznańskiego (1815-1848) miejscowość wzmiankowana jako Teresin (niem. Theresienstein) należała do wsi większych w ówczesnym pruskim powiecie Krotoszyn w rejencji poznańskiej. Teresin należał do okręgu krotoszyńskiego tego powiatu i stanowił odrębny majątek, którego właścicielem był wówczas książę Thurn und Taxis. Według spisu urzędowego z 1837 roku wieś liczyła 116 mieszkańców, którzy zamieszkiwali 4 dymy (domostwa). W skład majątku Teresin wchodziły wówczas także: posada Domki, Krotoszyn Stary, Cegielnia zakład, Borzacin, Brzoza i kolonia Brzoza oraz Nowy Folwark.
W latach 1975–1998 miejscowość położona była w województwie kaliskim.